# Meeres-Themenpark
Ein Meeres-Themenpark ist ein zu einem kommerziellen Themenpark erweitertes Delfinarium, das neben Delfinen auch andere Wale hält und zur Schau stellt und darüber hinaus auch Attraktionen aus Freizeitparks beinhaltet. Meeres-Themenparks befinden sich größtenteils in den USA, Australien, aber auch in Spanien (Loro Parque). Die bekannteste Kette von Meeres-Themenparks ist Sea World mit Einrichtungen in Florida, Kalifornien und Texas. Die Haltung von Delfinen und anderen Walen, vor allem von Schwert- und Belugawalen, ist sehr umstritten, da eine artgerechte Haltung laut Tierschützern nicht möglich sei.

## Liste von Meeres-Themenparks
| Name                        | Standort                                | Internetadresse                          |
| Asien :                     | Asien :                                 | Asien :                                  |
| --------------------------- | --------------------------------------- | ---------------------------------------- |
| Ocean Park Hong Kong        | Wong Chuk Hang, Hongkong (China)        | Ocean Park Hong Kong                     |
| Australien :                |                                         |                                          |
| Sea World (Australien)      | Gold Coast (Australien)                 | Sea World Australia                      |
| UnderWater World            | Mooloolaba (Australien)                 | UnderWater World Australia               |
| Europa :                    |                                         |                                          |
| Dolfinarium Harderwijk      | Harderwijk (Niederlande)                | Dolfinarium Harderwijk                   |
| Loro Parque                 | Puerto de la Cruz, Teneriffa (Spanien)  | Loro Parque                              |
| L’Oceanogràfic              | Valencia (Spanien)                      | L’Oceanogràfic                           |
| Marineland (Catalunya)      | Palafolls (Spanien)                     | Marineland Catalunya                     |
| Marineland (Mallorca)       | Costa d’en Blanes (Spanien)             | Marineland Mallorca                      |
| Nordamerika :               |                                         |                                          |
| Discovery Cove              | Orlando (Florida) (USA)                 | Discovery Cove - Orlando, FL             |
| Delphinus Dreams Cancún     | Cancún, Q.Roo (Mexiko)                  | Delphinus Dreams - Cancun                |
| Delphinus Riviera Maya      | Riviera Maya, Q.Roo (Mexiko)            | Delphinus - Riviera Maya                 |
| Delphinus Xcaret            | Riviera Maya, Q.Roo (Mexiko)            | Delphinus - Xcaret                       |
| Delphinus Xel-Ha            | Riviera Maya, Q.Roo (Mexiko)            | Delphinus - Xel-Ha                       |
| Delphinus Costa Maya        | Costa Maya, Q.Roo (Mexiko)              | Delphinus - Costa Maya                   |
| Dolphin Discovery           | Isla Mujeres, Q. Roo (Mexiko)           | Dolphin Discovery - Cancún, Isla Mujeres |
| Dolphin Discovery           | Cozumel, Q. Roo (Mexiko)                | Dolphin Discovery - Cozumel              |
| Dolphin Discovery           | Riviera Maya, Q. Roo (Mexiko)           | Dolphin Discovery - Puerto Aventuras     |
| Dolphin Research Center     | Marathon (Florida) (USA)                | Dolphin Research Center - Grassy Key, FL |
| Marineland (Canada)         | Niagara Falls (Ontario) (Kanada)        | Marineland Canada                        |
| Marineland (Florida)        | St. Augustine (Florida) (USA)           | Marineland Florida                       |
| SeaWorld                    | San Diego (USA)                         | SeaWorld USA                             |
| SeaWorld                    | Orlando (Florida) (USA)                 | SeaWorld USA                             |
| SeaWorld                    | San Antonio (USA)                       | SeaWorld USA                             |
| Sea Life Park Hawaii        | Oʻahu (USA)                             | Sea Life Park Hawaii                     |
| Sea Life Park Vallarta      | Nuevo Vallarta (Mexiko)                 | Sea Life Park Vallarta                   |
| Six Flags Discovery Kingdom | Vallejo (Kalifornien) (USA)             | Six Flags Discovery Kingdom              |
| Theater of the sea          | Islamorada, Florida Keys, Florida (USA) | Theater of the Sea                       |
| Südamerika :                |                                         |                                          |
| Mundo Marino                | San Clemente del Tuyu (Argentinien)     | Mundo Marino San Clemente del Tuyu       |

## Geschlossene Meeres-Themenparks
Inzwischen wurden einige Meeres-Themenparks geschlossen.

### Marineland of the Pacific
Das Marineland of the Pacific auf der Palos Verdes Halbinsel in Los Angeles wurde 1954 eröffnet und 1987 geschlossen. Hier wurden später verschiedene Filme, wie zum Beispiel die Fluch der Karibik Trilogie gedreht.

### Marineland of New Zealand
Das Marineland of New Zealand in der Stadt Napier in Neuseeland wurde 1965 eröffnet und im September 2008 geschlossen, nachdem der letzte noch übrig gebliebene Delphin am 11. September 2008 verstorben war.

### SeaWorld Aurora, Ohio
In Aurora in den USA gab es bis 2001 ein weiteres Seaworld. Es wurde im Januar 2001 an Six Flags, eine Freizeitparkkette, verkauft. Im Jahr 2004 wurde der Park an Cedar Fair verkauft. Der Park wurde nun zu einem Wasserpark umgestaltet und heißt Wildwater Kingdom.

### Marineland d'Antibes
Das Marineland in Frankreich wurde am 5. Januar 2025 geschlossen, die Gründe sind neben rückläufigen Besucherzahlen insbesondere nach der COVID-19-Pandemie neue gesetzliche Anforderungen. Ein 2021 erlassenes französisches Gesetz gegen Tierquälerei verbietet bis 2026 die Haltung und Fortpflanzung von Walen in Gefangenschaft sowie ihre Teilnahme an Ausstellungen. Dadurch sah sich der Park erheblich in seiner Zukunft bedroht, da nach eigenen Angaben 90 % der Zuschauer den Park besuchen, um dort die Orcas zu sehen.

## Unfälle in Meeres-Themenparks

### Tilikum
Tilikum war ein männlicher Schwertwal im Seaworld Orlando in den USA. Er hat zahlreiche Unfälle verursacht.

### Unfall im Loro Parque
Am 24. Dezember 2009 wurde der Schwertwal-Trainer Alexis Martinez im Alter von 29 Jahren während einer Probe für eine Weihnachtsshow von dem Wal Keto auf den Beckenboden gezogen. Er wurde so schnell wie möglich ins Krankenhaus gefahren. Der Mann verstarb jedoch. Er ertrank in dem Wasserbecken.